# Atherinella meeki
Atherinella meeki är en fiskart som först beskrevs av Miller, 1907.  Atherinella meeki ingår i släktet Atherinella och familjen Atherinopsidae. Inga underarter finns listade.